# ヘルレイザーズ
ヘルレイザーズ（Hellraisers）は、プロレスラーのホーク・ウォリアーとパワー・ウォリアーによるタッグチーム。

## 概要
1992年、アメリカ遠征中だった佐々木健介が、ロード・ウォリアーズのホーク・ウォリアーが相棒のアニマル・ウォリアーが長期負傷欠場中であったことから呼びかけられてタッグチームを結成、佐々木健介はパワー・ウォリアーと名乗った。同年11月9日、ミネアポリスでの小興行がデビュー戦で、日本には11月23日の新日本プロレスの両国国技館大会で初上陸（相手は長州力&馳浩）。程なくスコット・ノートン&トニー・ホームを破りIWGPタッグ王座を奪取。1993年8月にジュラシック・パワーズ（スコット・ノートン&ヘラクレス・ヘルナンデス）に奪取されるまで40連勝という記録を打ち立てた。1990年代の新日を代表する名タッグチームとなっている。
1996年4月29日には、欠場明けのアニマルも合体したユニット「トリプル・ウォリアーズ」を名乗って新日本プロレス「BATTLE FORMATION」に参戦している（対戦相手はスコット・ノートン&スタイナー・ブラザーズ）。
2003年10月19日に、ホーク・ウォリアーが急逝、葬儀に参列した佐々木健介は「兄貴のような存在だった」と弔辞を述べ、悲しみに堪えきれず号泣し、アニマル・ウォリアーの胸で泣き崩れた。

## 結成とチーム名
チーム名「ヘルレイザーズ」および入場曲は、オジー・オズボーンのアルバム『ノー・モア・ティアーズ』収録の楽曲「ヘルレイザー」（Hellraiser）から採用。ファン公募の命名やこれまでの経緯は表向きの情報を伝えられてきたが、後年に大まかな真相の一部をプロレスライターの斎藤文彦が明かしている。
ロード・ウォリアーズのタッグを解消し暫くのオフを過ごしていたホーク・ウォリアーの許に、友人のマサ斉藤から「佐々木健介とタッグを組む前提で、日本でニュー・ロード・ウォリアーズをやらないか」と打診を受けた。本人は「ロード・ウォリアーズの延長ではなく、新たなコンセプトでなら」という条件で了承した。
詳細を煮詰めぬまま来日したホークは六本木の酒場に立ち寄り飲んでいると、店内BGMに聞き覚えのあるブラック・サバス風の歌声が流れた。気になってバーテンダーに何の曲か尋ねると、オジー・オズボーンの新曲「ヘルレイザー」（Hellraiser = やんちゃ・暴れん坊・厄介者・トラブルメーカーなどの意）だと判った。これに閃いたホークは、同曲を入場テーマとチーム名にするアイデアを思い付く。それから正式に新日本プロレスと専属契約を結んだ。
補足
- ブラック・サバスは、ロード・ウォリアーズ時代に入場曲として使用していた原曲「アイアン・マン」の演奏バンド。オジー・オズボーンは、その当時（1970年）のボーカリスト。オジーはブラック・サバス脱退後、ソロで活動していた（当時）。

## 合体技
ダブル・インパクト
パワー・ウォリアーが担ぎ上げた相手に、トップロープからホーク・ウォリアーがダイビング・ラリアットを打ち込む。相手はラリアットと高い位置からの落下、2つの衝撃を味わう。ロード・ウォリアーズの代名詞といえる合体技であり、その血を引くヘルレイザーズ結成以降使用した。

## タイトル歴
新日本プロレス
- IWGPタッグ王座（第21・23代）